# Æthelwald Moll
 (janvier 2025).
Pour les articles homonymes, voir Æthelwald.
Æthelwald Moll est roi de Northumbrie de 759 à 765.

## Biographie
Bien qu'il ne soit pas membre de la famille royale, il succède à Oswulf et il est sacré le 5 août 759. Il est déposé le 30 octobre 765 à Pincanheale et Alhred lui succède.
Son fils Æthelred Ier règne à son tour sur la Northumbrie de 774 à 778 ou 779, puis de 790 à 796.